# Secrétariat d'État à l'Emploi (Espagne)
Le secrétariat d'État au Travail d'Espagne (en espagnol : Secretaría de Estado de Trabajo) est le secrétariat d'État chargé de l'Emploi.
Il relève du ministère du Travail et de l'Économie sociale.

## Missions

### Fonctions
Le secrétariat d'État au Travail est l'organe supérieur du ministère du Travail et de l'Économie sociale auquel il revient de proposer et mettre en œuvre la politique gouvernementale en matière de travail et de relations du travail, d'emploi et de travail indépendant.

### Organisation
Le secrétariat d’État s'organise de la manière suivante : 
- Secrétariat d'État au Travail (Secretaría de Estado de Trabajo) ;
  - Direction générale du Travail ;
    - Sous-direction générale des Relations du travail ;
    - Sous-direction générale de l'Aménagement normatif ;

  - Direction générale du Travail indépendant ;
    - Sous-direction générale du Travail indépendant ;

  - Direction générale des Nouvelles formes d'emploi ;
    - Sous-direction générale des Nouvelles formes d'emploi et de la Prospective du marché du travail ;

  - Cabinet ;
  - Unité administratrice du Fonds social européen ;
  - Sous-direction générale de la Programmation et de l'Évaluation du Fonds social européen ;
  - Sous-direction générale des Statistiques et de l'Analyse socioprofessionnelle ;
  - Inspection du travail et de la sécurité sociale (ITSS) ;
  - Service public national de l'emploi ;
  - Fonds de garantie salariale ;
  - Institut national de la sécurité et de la santé au travail ;
  - Conseil général du système national de l'emploi ;
  - Commission nationale de sécurité sociale et de la santé au travail ;
  - Conseil du travail indépendant.

## Titulaires
| Titulaire                                   | Titulaire                     | Début      | Fin         | Parti | Ministre          |
| ------------------------------------------- | ----------------------------- | ---------- | ----------- | ----- | ----------------- |
|                                             | Manuel Núñez Pérez            | 07/03/1981 | 02/12/1981  | UCD   | Jesús Sancho Rof  |
|                                             |                               |            |             |       |                   |
|                                             | María Luz Rodríguez Fernández | 30/10/2010 | 31/12/2011  | PSOE  | Valeriano Gómez   |
|                                             | Engracia Hidalgo              | 31/12/2011 | 27/06/2015  | PP    | Fátima Báñez      |
|                                             | Juan Pablo Riesgo             | 27/06/2015 | 19/06/2018  | PP    | Fátima Báñez      |
|                                             | Yolanda Valdeolivas García    | 19/06/2018 | 15/01/2020  | PSOE  | Magdalena Valerio |
|                                             | Joaquín Pérez Rey             | 15/01/2020 | En fonction | Sans  | Yolanda Díaz      |
| Titres successifs : - Depuis 2023 : Travail |                               |            |             |       |                   |